# Jan Johansson in Hamburg with Georg Riedel
Jan Johansson in Hamburg with Georg Riedel från 2011 är ett musikalbum med återupptäckta inspelningar gjorda av nordtyska radion 1965–68 med jazzpianisten Jan Johansson, basisten Georg Riedel och ett storband. Låt 13 är ett bonusspår på CD-utgåvan, inspelad 1973 av Georg Riedel, Rune Gustafsson och Arne Domnérus.

## Låtlista
1. Visa från Utanmyra (trad) – 3:12
2. Nature Boy (Eden Ahbez) – 4:44
3. Emigrantvisa (trad) – 3:49
4. Gånglek från Älvdalen (trad) – 1:57
5. Sommar adjö (Georg Riedel) – 3:54
6. Polka från Jämtland (trad) – 2:20
7. Visa från Rättvik (trad) – 3:36
8. Yesterdays (Jerome Kern/Otto Harbach) – 6:59
9. Fem (Jan Johansson) – 3:40
10. Dimma i dag (Jan Johansson) – 4:16
11. Vals från Delsbo (trad) – 4:00
12. 3, 2, 1, Go! (Jan Johansson) – 5:48
13. Här kommer Pippi Långstrump (Jan Johansson/Astrid Lindgren) – 4:31

## Medverkande
- Jan Johansson – piano
- Georg Riedel – bas
- Rune Gustafsson – gitarr
- Arne Domnérus – saxofon, klarinett (spår 13)
- NDR-Studioband

## Listplaceringar
| Lista (2011) | Topplacering |
| ------------ | ------------ |
| Sverige      | 26           |
| Danmark      | 38           |